# Daisen (Berg)
Der Daisen (jap. 大山, dt. „großer Berg“) ist ein 1729 Meter hoher Vulkan in Japan und Zentrum des Daisen-Oki-Nationalparks. Er liegt im Südwesten von Honshū in der Präfektur Tottori, etwa 20 km südlich der Küste. Zu seinen Füßen liegen die Städte Yonago und Kotoura.
Die drei Hauptspitzen des Berges sind seit dem Tottori-Erdbeben von 2000 weitgehend instabil. Die höchste Spitze, Kengamine (1729 m), ist deswegen für Bergsteiger gesperrt. Nur der 1709 m hohe Nebengipfel Misen steht Bergsteigern offen. Er ist vom buddhistischen Tempel Daisen-ji, der auf etwa der Hälfte der Berghöhe steht, innerhalb von drei Stunden erreichbar.
Der Daisen spielt in einer Vielzahl religiöser Praktiken und Vorstellungen in Japan eine Rolle, die zusammenfassend als Daisen Shinkō bezeichnet werden. Die Bergbesteigung war vor der Meiji-Restauration aus religiösen Gründen nur in Begleitung eines Mönches des Klosters gestattet.